# David Folkerts-Landau
David Fokke Ihno Folkerts-Landau (* 21. Mai 1949 in Upleward) ist ein deutscher Volkswirt, Hochschullehrer und Sachbuchautor.

## Leben
Zunächst besuchte er Schulen in der Krummhörn. Mit 14 Jahren schickten ihn seine Eltern auf ein Internat in Schottland.
Anschließend reiste er in die Vereinigten Staaten, studierte Mathematik und Ökonomie an der Harvard University und wurde 1978 an der Princeton University zum Doktor der Philosophie (Ph.D.) promoviert. Danach lehrte er rund drei Jahre an der Chicago Business School und arbeitete von 1983 rund 16 Jahre lang als Kapitalmarktexperte beim Internationalen Währungsfonds. Im Jahr 1997 wechselte er zur Deutschen Bank in London.
Seit 2012 ist er Chefvolkswirt der Deutschen Bank als Nachfolger von Thomas Mayer.

## Privat
David Folkerts-Landau ist verheiratet mit Maie Folkerts. Im Jahr 2004 stifteten sie den Imke Folkerts Preis für bildende Kunst, der nach seiner Großmutter Imke Folkerts, geborene Peters (1901–1972), benannt wurde. 
Mit einem Vermögen von 350 Millionen Euro gehört er zu den 500 reichsten Deutschen. Im Mai 2013 erwarb er von der portugiesischen Regierung für 11 Millionen Dollar eine Wohnung im New Yorker Apartmenthaus The Dakota.